# Wilcza Wólka (Wilczyny)
Wilcza Wólka (niem. Friedrichsberg) – część wsi Wilczyny w Polsce, położona w województwie warmińsko-mazurskim, w powiecie kętrzyńskim, w gminie Srokowo, na południowy zachód od Wilczyn. Wchodzi w skład sołectwa Wilczyny.
W latach 1975–1998 Wilcza Wólka administracyjnie należała do województwa olsztyńskiego.